# ウマロ・エンバロ
ウマロ・エンバロ（Umaro Embaló 、2001年5月6日 - ）は、ギニアビサウ・ビサウ出身のプロサッカー選手。FCカルタヘナ所属。ポジションは、フォワード。

## タイトル
ベンフィカ
- カンペオナート・ナシオナル・デ・ジュニオレス: 2017-18[1]
- UEFAユースリーグ 準優勝: 2019-20[2]